# معصرتا
مَعْصَرْتَا (بالسريانية: ܡܥܨܪܬܐ؛ ومعناه المَعْصَرَة) مدينة من مدن الشام في ولاية ماردين التركية. كان أكثر سكانها من السريان، وأكثر سكانها اليوم من العرب المُحَلَّمِيَّةِ والأكراد الذين لحقوا بهم واستعرب أغلبهم. وفي سنة 1960 سُميت المدينةُ العُمَرِيَّةَ (بالتركية: عمرلی/Ömerli).

## أعلام
- عبد الله أوجلان